# Романовский район (Ростовская область)
Романовский район — административно-территориальная единица в составе Ростовской области РСФСР, существовавшая в 1924—1957 годах. Административный центр — станица Романовская.

## История
Романовский район был образован в 1924 году и входил в Сальский округ.
30 июля 1930 Сальской округ, как и большинство остальных округов СССР, был упразднён. Его районы отошли в прямое подчинение Северо-Кавказского края. 13 сентября 1937 года Романовский район вошёл в состав Ростовской области.
9 марта 1944 года к Романовскому району был присоединён Иловайский сельсовет упразднённого Калмыцкого района.
В мае 1957 года вместо Романовского района был образован Волгодонской район.